# Polygon (sito web)
Polygon è un sito web statunitense che pubblica notizie, recensioni e video sui videogiochi, lanciato il 24 ottobre 2012 come proprietà di Vox Media. Da maggio 2025 è di proprietà di Valnet.

## Descrizione
Il sito è stato creato nell'arco di dieci mesi da uno staff di 16 persone che include i caporedattori di altri siti di videogiochi, quali Joystiq, Kotaku e The Escapist. L'aspetto del sito è stato strutturato tramite HTML5 con design responsivo e un distintivo color rosa. Il sistema di pubblicità del sito si focalizza sulla sponsorizzazione di generi di prodotti specifici. Vox ha prodotto un documentario sulla realizzazione del sito, chiamato Press Reset.